# لحلاح مجري
اللحلاح المجري (باللاتينية: Colchicum hungaricum) نوع نباتي يتبع جنس اللحلاح من الفصيلة اللحلاحية.

## الموئل والانتشار
موطنه البلقان ووسط أوروبا والبلقان وإيران وباكستان وبعض أنحاء آسيا الوسطى.

## الوصف النباتي
النبات عشبي معمر. النبات سام كبقية أنواع اللحلاح.